# 東永寧郡
東永寧郡，中国南北朝时设置的郡。
南梁置東永寧郡，属土州，東永寧郡为土州州治。東永寧郡治所在龙巢县（今湖北省随州市东北）。侯景之乱后，西魏夺取東永寧郡，北周废東永寧郡，与西永寧郡、真阳郡合并为齐郡。龙巢县改为左阳县，隋朝属隋州（汉东郡）。